# 中铁宝桥集团
中铁宝桥集团有限公司（英語：China Railway Baoji Bridge Group Co., Ltd.），簡稱宝桥集团、中铁宝桥或宝桥（英語：CRBBG），前身為宝鸡桥梁厂、中铁宝桥股份有限公司，是中國陕西省宝鸡市一家製造業公司。由2007年至2017年，公司是國有上市公司中國中鐵的子公司。但2017年，中國中鐵將宝桥集团注入上市子公司中铁二局股份借殼上市，該公司亦改名中铁高新工业。公司「专业制造钢桥梁、钢结构、铁路道岔、城市轨道交通设备、大型起重机械」等。

## 歷史
中铁宝桥集团的前身是铁道部基本建设总局（基建总局）旗下的宝鸡桥梁厂（宝桥）。1990年，中國鐵路工程總公司（中鐵工）註冊成立，取代基建总局成為宝桥的上級機構。2001年，宝桥註冊為中铁宝桥股份有限公司，中鐵工佔股90.16%，中铁二局集团佔股4.67%，铁道部第一勘测设计院佔股0.66%，铁道部专业设计院佔股0.17%。其他股東計有深圳市物润集团（3.34%）和宝鸡北方照明电器集团（1.00%）。2007年，中鐵工成立上市公司中國中鐵，繼承中鐵工作為宝桥股份大股東的地位。2008年，宝桥股份改為中國中鐵的全資子公司，2009年改名「中铁宝桥集团有限公司」。同年，「中铁宝工」和「宝鸡中铁宝桥实业发展」被併入宝桥集团。
2015年，中國中鐵計劃將宝桥集团、山桥集团等等，注入中铁二局股份有限公司借殼上市，並計劃由中铁二局股份向中國中鐵售回中铁二局工程有限公司。2017年完成交易，中铁二局股份有限公司改名中铁高新工业股份有限公司。而宝桥集团董事长黄振宇，亦改任中铁高新工业的副董事长、党委副书记。洪军則接任宝桥集团董事长一職。

## 股權投資
宝鸡桥梁厂亦是中铁二局股份的發起股東之一，佔4.54%，在該公司上市之初，宝鸡桥梁厂的後繼機構：中铁宝桥股份仍保留中铁二局股份公司的3.32%股權，於2007年，仍持有1.93%。但現時中铁宝桥集团不是中铁二局股份的後繼機構：中铁高新工业的股東。中铁二局股份的母公司中鐵二局集團，亦是中铁宝桥股份的發起股東之一，但同樣地中鐵二局集團現時不是中铁宝桥集团的直接股東。
宝鸡桥梁厂亦曾擁有西部证券部分股權。後繼機構中铁宝桥集团，截至2017年12月31日，仍擁有0.70%西部证券股權。

## 參建工程
中國 (含港澳台)
- 港珠澳大桥 (部分；CB05-G2标组合梁及索塔钢结构[1][14][15]；姊妹公司中铁山桥集团建造CB01标段[1])
- 北京地铁S1线 (部分；26组磁浮道岔)[1]

國外工程
- 英国苏格兰福斯昆斯费里大桥 (部分)[1]
- 马尔代夫中马友谊大桥 (部分)[16]

## 外部連結
- 官方网站 （中文） （英文）